# Get Some (Lykke Li)
Get Some è un brano musicale della cantante svedese Lykke Li, estratto come singolo dal suo secondo album, Wounded Rhymes. Prodotto da Björn Yttling dei Peter Bjorn and John, il singolo è stato pubblicato in Svezia il 22 ottobre 2010 come primo singolo dell'album. Il brano è stato utilizzato nella colonna sonora del decimo episodio della terza stagione di 90210, intitolato Best Lei'd Plans ed originariamente trasmesso il 29 novembre 2010. Il brano è anche stato usato nella colonna sonora del diciannovesimo episodio della seconda stagione di The Vampire Diaries, intitolato Klaus ed originariamente trasmesso il 21 aprile 2011, oltre che nel sesto episodio della prima stagione di Teen Wolf, intitolato Heart Monitor ed originariamente trasmesso il 4 luglio 2011. Inoltre il brano è presente nel trailer del videogioco Batman: Arkham City con protagonista Catwoman. e nel video di presentazione del IOS 5 della Apple.

## Tracce
Download digitale
1. Get Some – 3:22
2. Paris Blue – 3:44

iTunes EP
1. Get Some – 3:22
2. Get Some Get Some (Mike D Remix - Another Latch Bros. Production) – 3:50
3. Get Some (Remix by Beck) – 4:46
4. Paris Blue – 3:45

Vinile
A. Get Some – 3:22
B. Paris Blue – 3:44

## Classifiche
| Classifica (2010)         | Posizione più alta |
| ------------------------- | ------------------ |
| Belgio (Fiandre)          | 23                 |
| Classifica (2011)         | Posizione più alta |
| Stati Uniti (alternative) | 31                 |